# Percy Jackson & the Olympians
Percy Jackson & the Olympians (no Brasil, Percy Jackson & os Olimpianos; em Portugal, Percy Jackson) é uma série literária composta por cinco livros de aventura, romance, suspense e fantasia, escritos pelo estadunidense Rick Riordan, que retrata a mitologia grega no século XXI. O personagem principal da série é Percy Jackson, que descobre ser um meio-sangue filho de Poseidon, deus do mar. Além dele, outros personagens principais secundários são Annabeth Chase, filha de Atena, Grover Underwood, um sátiro adolescente, Thalia Grace, (que só aparece no final do 2°livro)  ela é filha de Zeus,  Luke Castellan, filho de Hermes, Nico diAngelo,(só aparece no 3° livro) filho de Hades. Todas as ilustrações oficiais da série foram feitas por John Rocco.
Mais de 50 milhões de cópias dos livros já foram vendidas em mais de trinta e cinco países. A série de livros é também considerada uma das mais vendidas da história.
Desde maio de 2007, a série está entre as mais vendidas na lista de séries best-sellers do jornal estadunidense The New York Times, totalizando até outubro de 2013, 310 semanas. O primeiro livro da série foi adaptado para os cinemas em 2010, com Percy Jackson & os Olimpianos: O Ladrão de Raios. Uma adaptação do segundo livro, intitulada Percy Jackson: O Mar de Monstros, foi lançada em 2013. Os dois filmes foram produzidos pela 20th Century Fox, que adquiriu os direitos de adaptação da série, antes mesmo do lançamento dos livros. Com o sucesso dos livros, a plataforma de streaming Disney Plus começou a produzir uma série para a saga Percy Jackson e os Olimpianos, sendo cada livro uma temporada. Com uma possível continuação com outras sagas do autor.
O sucesso da série Percy Jackson acabou culminando em outras séries, continuações, intitulada de Os Heróis do Olimpo, que além de mitologia grega, envolve também mitologia romana em seu enredo, que contém entre os personagens, alguns de Percy Jackson & os Olimpianos. e também, As Aprovações de Apolo, com personagens das duas sagas passadas.

## Enredo

### O Ladrão de Raios

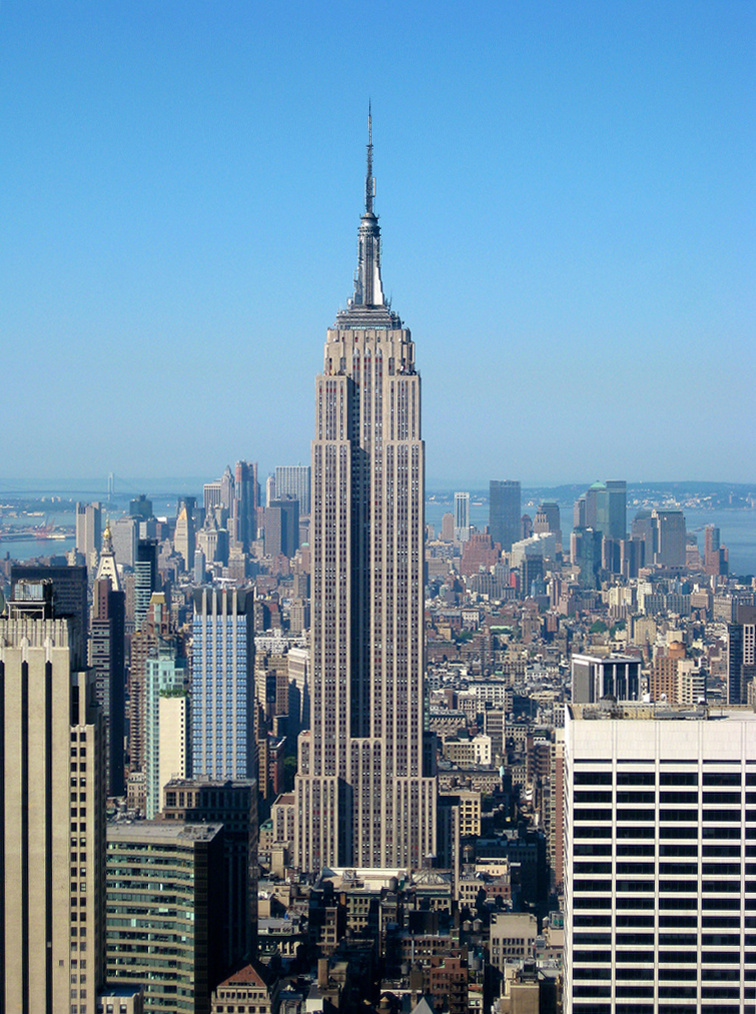
Empire State Building é citado no livro como a atual sede do Monte Olimpo, tendo em vista que o mesmo se desloca para onde "a chama brilha mais".

A primeira cópia do livro foi lançada no dia 1 de julho de 2005 pela Miramax Books, com 384 páginas, e no idioma inglês americano.
O primeiro livro da série introduz Percy Jackson, um garoto de 12 anos com TDAH e dislexia. Percy estuda na Academia Yancy, uma escola de primeiro grau para crianças problemáticas. O livro começa com Percy e seu melhor amigo, Grover Underwood, junto a outros colegas de classe em uma excursão escolar a um museu. No museu, Percy é atacado por uma criatura mitológica conhecida como Fúria, que estava disfarçada como sua professora de iniciação à álgebra, a Sra. Dodds. Percy a mata com uma espada poderosa chamada Anaklusmos, ou Contracorrente, que está disfarçada como uma caneta, e que foi dada a ele pelo seu professor de latim, o Sr. Brunner depois conhecido como Quíron. Após a Sra. Dodds estar morta, todo mundo se comporta como se ela nunca tivesse existido, o que, sem o conhecimento de Percy, é por causa da Névoa, uma aura mágica que pode manipular os pensamentos e as memórias dos mortais. Então, a caminho de casa no final do ano com Grover, Percy vê três velhas cortando um fio. Isso perturba Grover, e ele começa a resmungar coisas estranhas. Percy vai para casa, abandonando seu amigo Grover Underwood, e confronta seu padrasto Gabriel "Gabe" Ugliano. Percy retrata seu padrasto como um homem feio com idade perto dos quarenta anos e com um odor estranho. Após brigar com o padrasto, ele vai de férias para Montauk com a sua mãe, Sally Jackson, mas as condições meteorológicas ficam terríveis. Percy diz para sua mãe o que tinha visto na viagem escolar após Grover aparecer, irritado. Ela, juntamente com Grover, que também veio a Montauk e se revela um sátiro, decidem levar Percy para o Acampamento Meio-Sangue, um acampamento localizado ao redor de Nova Iorque para semideuses, crianças com o pai ou a mãe sendo algum deus do Olimpo. No caminho para o Acampamento Meio-Sangue, eles são atacados pelo Minotauro, que aprisiona sua mãe. Percy, por sua vez, mata o Minotauro. Após a luta, Percy leva Grover desacordado ao Acampamento Meio-Sangue.

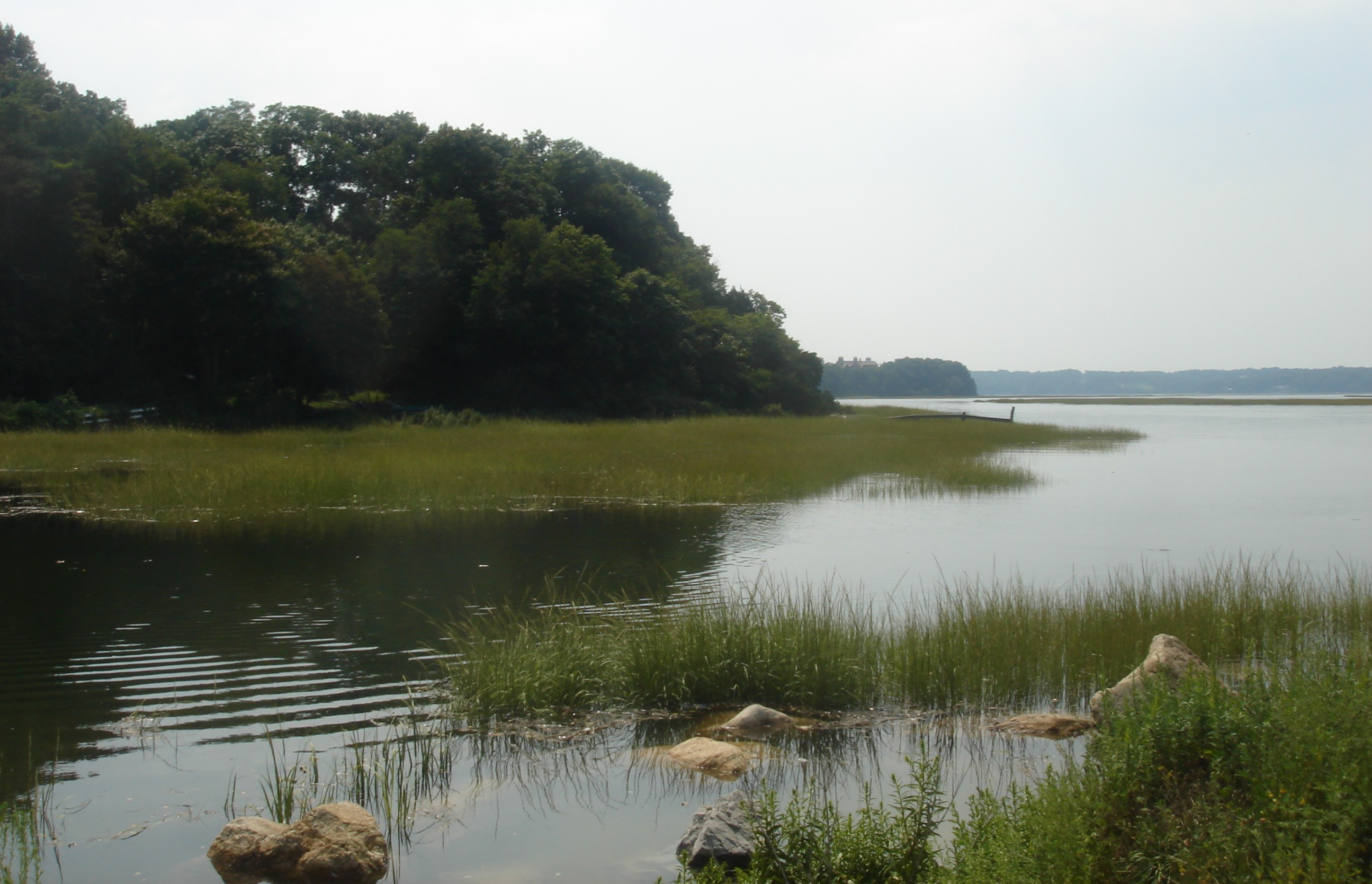
Long Island em Nova Iorque é o lugar que Rick Riordian escolheu para sediar o Acampamento Meio-Sangue.

No acampamento ele conhece Annabeth Chase, uma filha de Atena, e, surpreendentemente, o Sr. Brunner, que é na verdade Quíron, um centauro e diretor de atividade do acampamento. No acampamento existem 12 chalés, que correspondem aos doze deuses do Olimpo. Percy fica no chalé de Hermes, um lugar onde semideuses não reclamados ficam. Não muito tempo após sua chegada, Poseidon, o deus do mar, reclama Percy como seu filho durante um jogo de capturar a bandeira. Ele é colocado no chalé de Poseidon, onde é o único residente. Percy recebe tratamentos estranhos dos campistas por ser um filho de um dos Três Grandes, Zeus, Hades e Poseidon. Então ele é então acusado de roubar o Raio Mestre de Zeus, então são dados a ele, Annabeth e Grover, 10 dias para devolver o raio para o Monte Olimpo, (que por sua vez é atualmente localizado no Empire State Building) a fim de impedir uma guerra entre os deuses e salvar sua mãe, já que Percy descobre que ela está no Mundo Inferior. Eles vão a uma missão nos Estados Unidos e encontram vários monstros no caminho, como a Medusa, Equidna, e outros. É revelado que Annabeth, filha de Atena, que fez amizade com Percy no acampamento, e Ares, deus da guerra, roubou o raio para Cronos que está tentando subir do Tártaro. Eles conseguem voltar ao acampamento no final do livro, onde Percy toma a decisão de ficar em casa durante o ano, e só ir para o acampamento durante o verão, contrariando a vontade da Quíron.

### O Mar de Monstros

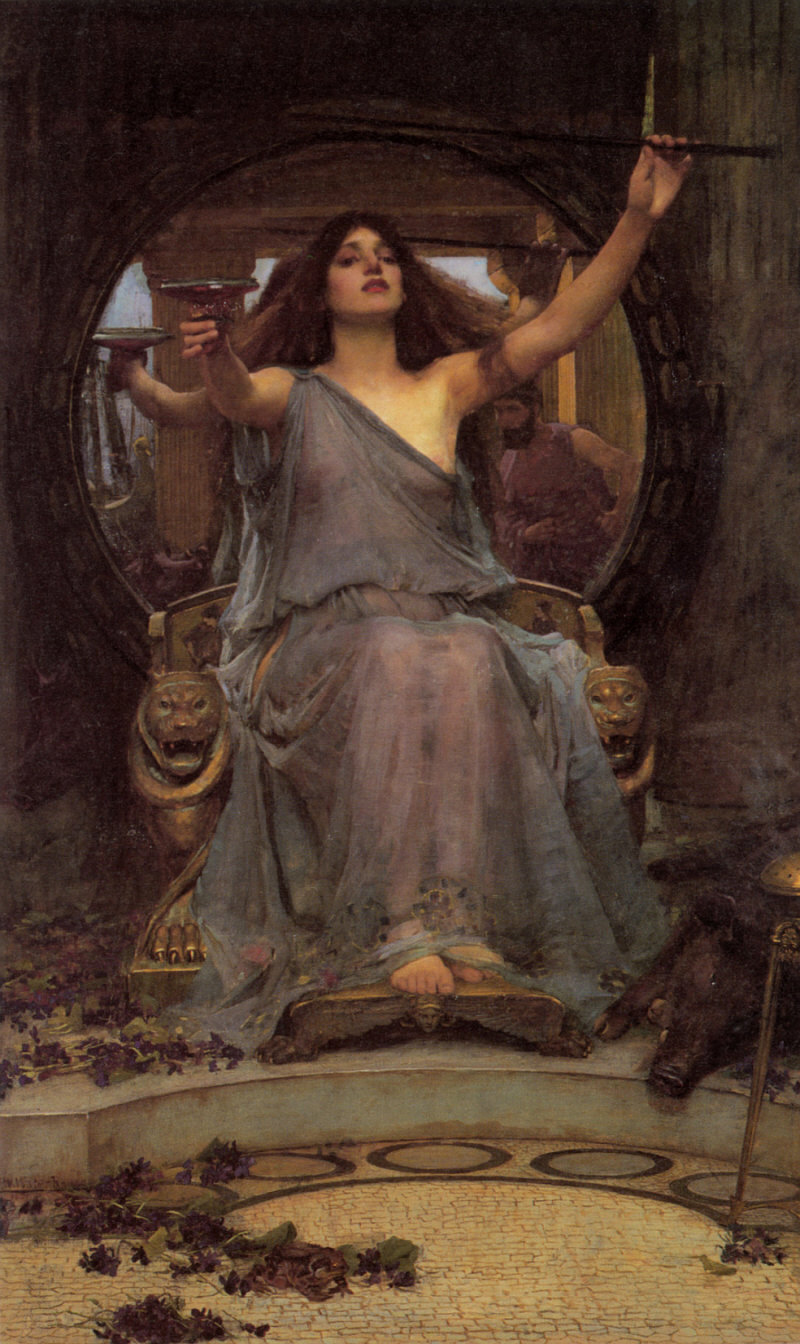
A feiticeira Circe é retratada como a dona de uma ilha-spa, no Mar de Monstros. Ela transforma Percy Jackson em porquinho-da-índia, por não gostar de homens.

O segundo livro da série, intitulado "O Mar de Monstros", foi originalmente lançado em 21 de março de 2006.
Percy e seu amigo, Tyson, que mais tarde revela ser um ciclope, também filho de Poseidon, são atacados por Lestrigões no início do livro, mais tarde, no final da batalha, é revelado que Annabeth está lá, e algo terrível aconteceu no Acampamento Meio-Sangue.
A árvore de Thalia, a fronteira mágica de Acampamento Meio-Sangue, foi envenenada. Isto tem quebrado as barreiras que impedem a entrada de monstros no acampamento. Quíron é acusado pelo envenenamento porque ele é o filho de Cronos e é demitido do acampamento. A única coisa capaz de livrar a árvore de seu veneno é o Velocino de Ouro, que está localizado na ilha do ciclope Polifemo, no Mar de Monstros, também conhecido pelos mortais como o Triângulo das Bermudas.
Clarisse La Rue, a filha de Ares e rival de Percy desde seu primeiro dia no Acampamento Meio-Sangue, recebe a missão de ir para o Mar de Monstros para encontrar o Velocino de Ouro. Percy, Annabeth e Tyson fogem para começar a sua própria busca, não apenas pelo Velocino de Ouro, mas para encontrar seu amigo Grover, que está preso na caverna de Polifemo. Eles navegam até o Princesa Andrômeda, um navio de cruzeiro comandado por Luke e suas forças. Luke os encontra, mas eles escapam na Baía de Chesapeake. Eles encontram a Hidra, e são salvos da morte por Clarisse, que aparece com o fantasma de um soldado da Guerra Civíl. Ela relutantemente aceita Percy, Annabeth e Tyson em seu navio.
Quando entram no Mar de Monstros, eles têm que passar por Cila e Caríbdis. Em vez de tentar navegar entre os dois, Clarisse insiste em ir na direção de Caríbdis. O navio acaba por ficar à deriva, no caminho de Cila, que começa a comer a tripulação. O motor não aguenta a tensão e os golpes no navio. Todo mundo parece estar morto, exceto Annabeth e Percy, que conseguiram escapar em um bote salva-vidas antes da explosão. Eles continuam através do Mar de Monstros, onde Annabeth quase se afoga na Baía de Siren e Percy temporariamente torna-se uma cobaia nas mãos da feiticeira Circe. Eles localizam a ilha de Polifemo, onde uma luta se segue, Clarisse e Tyson são revelados vivos. Todos eles lutam contra o gigante Polifemo e recuperam o Velocino.
Quando eles retornam ao mundo mortal, eles enviam Clarisse em um avião com o Velocino ao acampamento sozinha. Percy, Annabeth, Grover e Tyson são sequestrados por Luke . Em um duelo com ele, Percy é quase morto. Ele é salvo por Quíron, que é provado inocente, e seus parentes, os Pôneis de Festa. Quando eles retornam ao acampamento, o Velocino é colocado na árvore, onde ele não apenas revive a árvore, mas também Thalia. Acontece que este era realmente o plano de Cronos, feito de modo que ele teria outra chance de manipular a profecia que governa o futuro da Olimpo e os doze deuses olimpianos . No final, Percy e Annabeth ganham uma corrida de bigas no acampamento e Annabeth beija Percy na bochecha. Então, em um sonho, Tyson recebe um convite de Poseidon para ir ao seu palácio subaquático para aprender mais sobre construir armas e armaduras.

### A Maldição do Titã

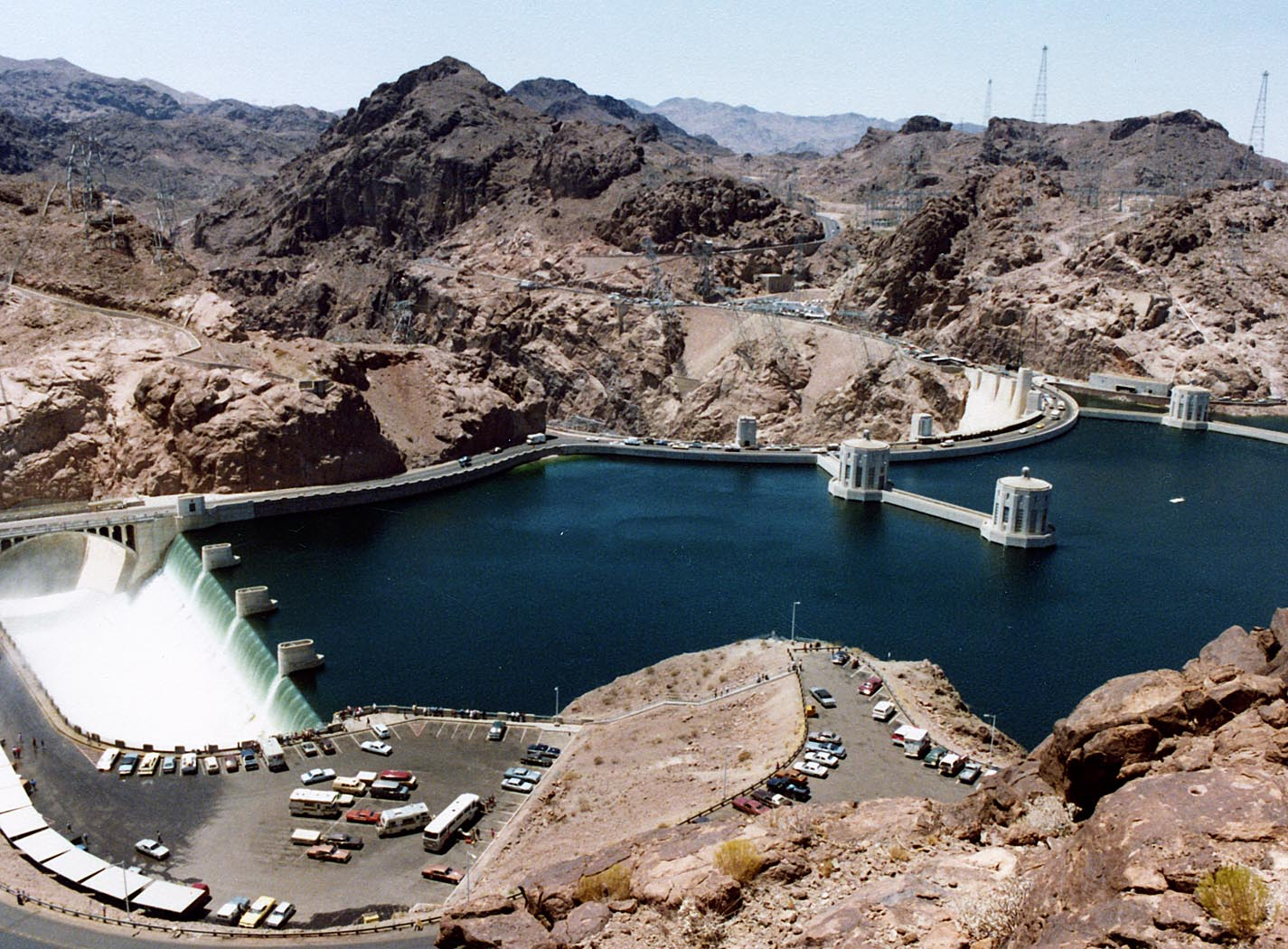
Percy, Grover, Zöe e Thalia passam pela Represa Hoover durante sua missão de resgate da deusa Ártemis.

A Maldição do Titã é o terceiro livro da série. Foi lançado em 1º de maio de 2007. Grover foi disfarçado para uma escola em busca de meios-sangues, e encontra dois irmãos que Grover diz que "emanam muito poder", Nico e Bianca di Angelo. Nesta missão, eles são atacados por um mantícore, mas são salvos pelas Caçadoras de Ártemis, que chegam a tempo de ajudar. Annabeth cai de um penhasco em uma tentativa de matar o manticore, e como Percy descobre mais tarde, de alguma forma sobreviveram e foram capturados por Luke. Bianca se une às Caçadoras e elas, junto com Nico, Percy, e Thalia, vão para o acampamento. Logo depois de chegarem ao acampamento, Percy descobre que Ártemis também foi capturada.
A missão é emitida e um grupo é criado para ir à busca de Ártemis. A profecia, diz que dois dos cinco participantes morrerão, um pela mão do pai e outro no deserto. No entanto, Percy não faz parte dessa busca. Grover, Thalia, Bianca e Zoë, líder das Caçadoras, vão para resgatar Ártemis. Percy segue secretamente e logo se junta à busca como o quinto membro. Eles viajam para vários lugares, como a Represa Hoover e o deserto do Mojave. No deserto, Percy é visitado pela deusa da beleza e do amor, Afrodite, que diz a ele que está muito interessada em um relacionamento entre Percy e Annabeth. Percy descobre que o deserto na verdade é o "ferro-velho dos deuses", e o robô autômato Talos vem à vida. o guarda gigante de bronze mata Bianca em sua tentativa de salvar seus amigos. Eles ficam sabendo que Atlas, uma Titã poderoso, escapou de sua punição de segurar o céu, na Montanha do Desespero, na Califórnia no Monte Tamalpais, colocando Annabeth em seu lugar, Luke, agora seu aliado e eventualmente, Ártemis. Ele tem a intenção de impedir o sucesso da missão dos heróis, especialmente Percy e seus amigos, porque eles estão viajando com Zoë, sua filha, menos favorita. Ao chegarem a São Francisco, em direção ao monte, Percy e seus amigos descobrem que Zoë é uma das Hespérides, mas ela foi expulsa. Ao chegarem ao monte, o grupo derrota Atlas, mas Zoë morre devido a um ataque de seu pai.

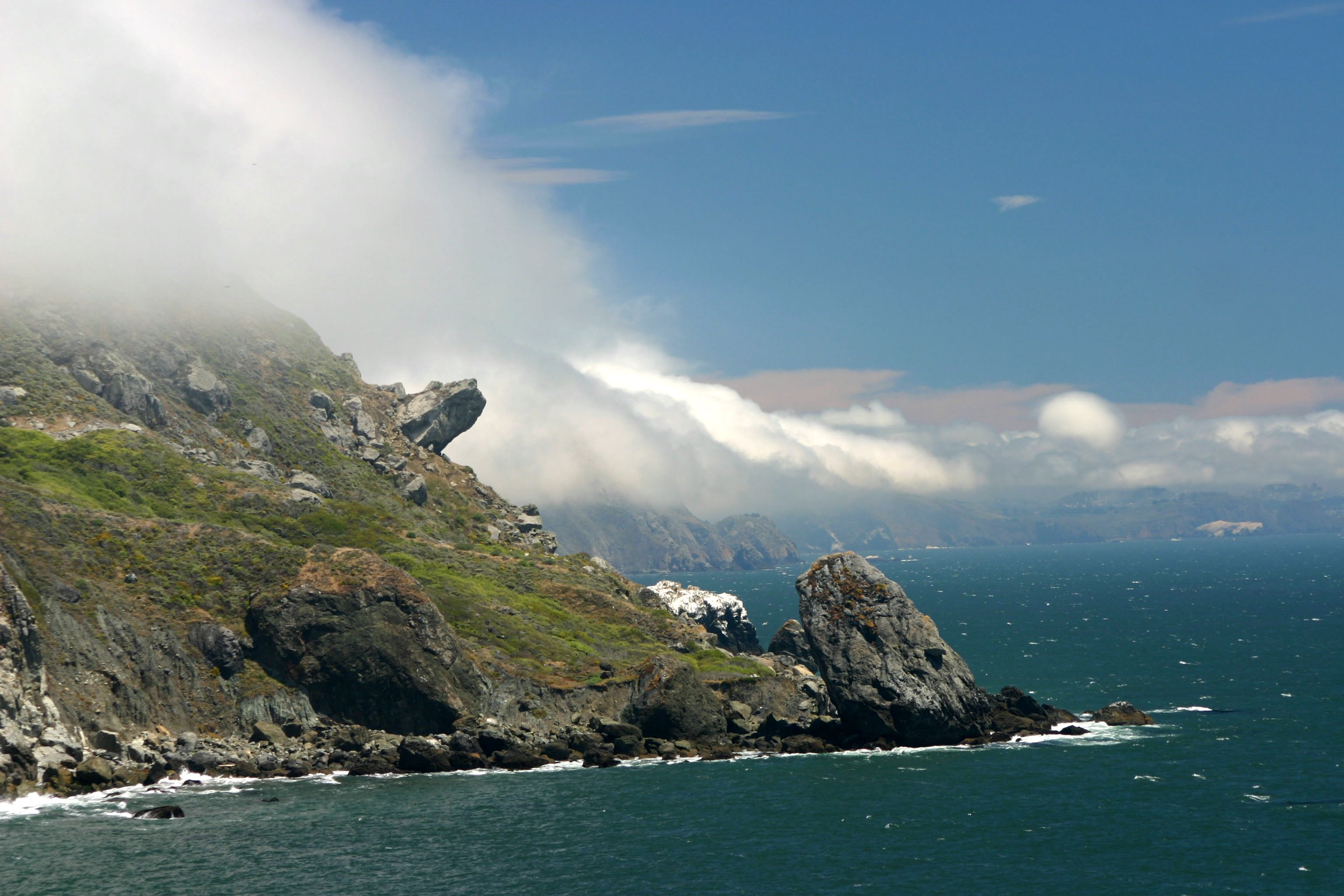
Monte Tamalpais, onde se encontra a Montanha do Desespero, onde Atlas suporta o fardo de segurar o céu

Durante o solstício de inverno, Thalia substitui Zoë como líder das Caçadoras em uma reunião com os deuses em que decidem se iriam matar Percy e seus amigos. A escolha de Thalia como uma tenente de Ártemis garante que ela nunca chegará aos 16, escapando assim da profecia, mas deixando Percy como o único que pode cumpri-la, levando-o a ser uma ameaça para os deuses. Felizmente, ele e seus amigos continuam vivos. Em seguida, eles comemoram a vitória,  mas assim que eles retornam, Nico recebe a notícia sobre a morte de Bianca. Ele culpa Percy, acusando-o de não conseguir protegê-la, como havia prometido. Quando esqueletos que estavam perseguindo o grupo na viagem surgem de repente, Nico conjura uma rachadura que se abre no chão, fazendo os esqueletos caírem, Ele acha que Percy agora está tentando matá-lo também. e então foge. Percy percebe que Hades é o pai de Nico. Percy, Annabeth e Grover acham que isso pode ir contra a promessa de os Três Grandes, que diz para nunca ter filhos semideuses, mas percebe imediatamente que os dois irmãos estavam no Hotel e Cassino Lótus (onde o trio esteve no primeiro livro, onde o tempo é inexistente, e se perde o controle de tempo completo), antes do pacto entre os Três Grandes ter sido feito. Assim, Nico ainda é uma parte da profecia, e Percy tem que esconder a filiação de Nico, no caso de Luke tenta recrutá-lo para manipular a profecia e beneficiar Cronos.

### A Batalha do Labirinto

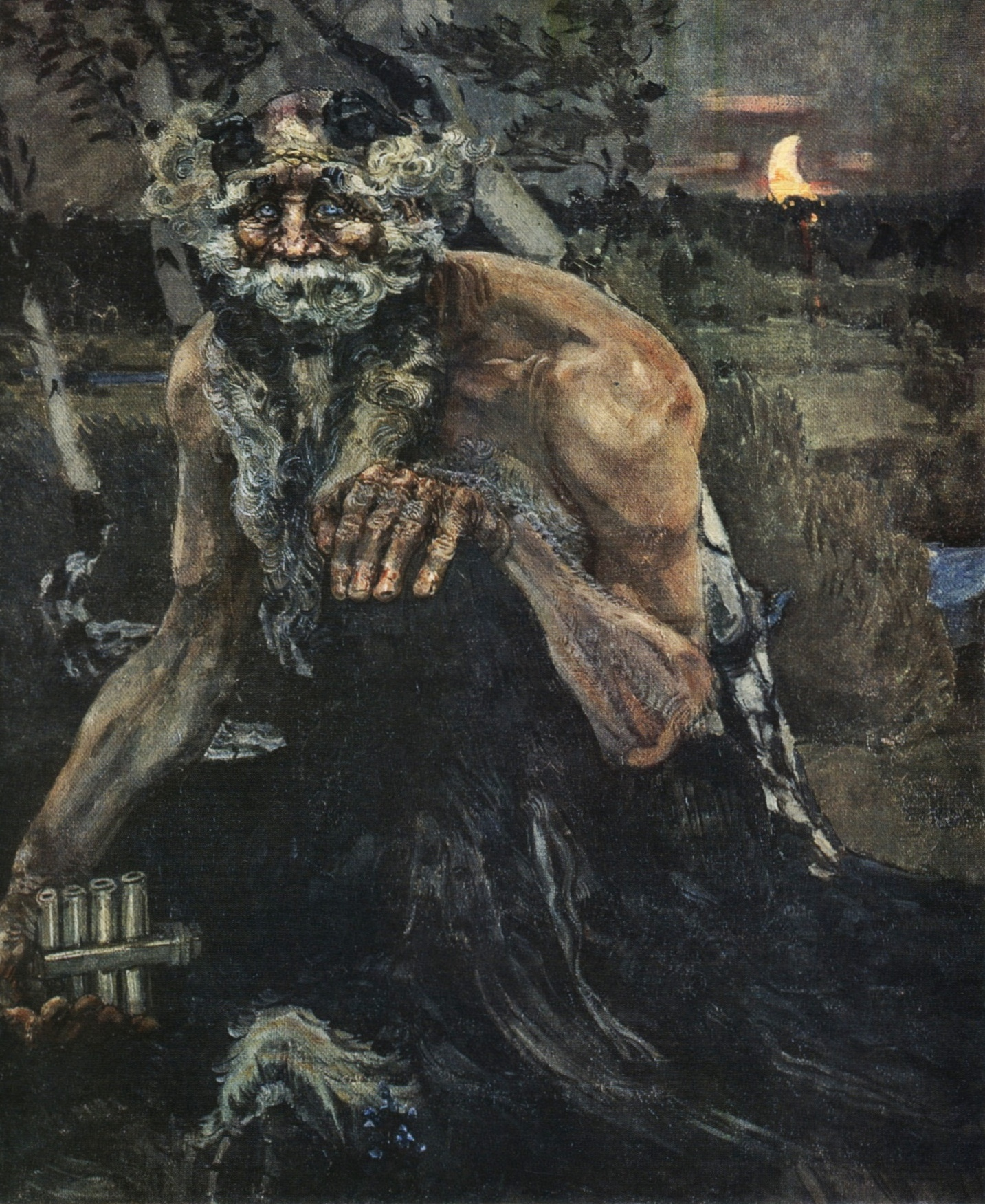
Percy, Annabeth, Grover, Tyson, Rachel e Nico encontram o deus Pã, que lhes da conselhos sobre a natureza e morre deixando parte de seu espírito com cada um deles, exceto com Nico.

The Battle of the Labyrinth é o quarto livro da série. Foi lançado em 6 de maio de 2008.
Depois de ser atacado por líderes de torcidas monstros em sua nova escola, Percy retorna ao Acampamento Meio-Sangue e aprende sobre "O Labirinto", parte do palácio do rei Minos, em Creta que, segundo a mitologia grega, foi projetado por Dédalo. Durante um jogo com escorpiões gigantes, Annabeth e Percy encontram uma entrada para o Labirinto. Percy logo descobre que Luke usou a entrada e vai levar seu exército através do labirinto em linha reta no coração do acampamento. Annabeth também descobre que ela vai liderar uma missão, pela primeira vez em sua vida. Para entrar no Labirinto, Percy tem que encontrar um delta azul (Δ) (representando Dédalo) em uma passagem, tocá-lo, e então entrar no labirinto para encontrar Dédalo. Então Percy, Annabeth, Grover e Tyson sabem que o labirinto cresce por conta própria, e causando loucura que poderia levar à morte. Enquanto no Labirinto, eles (com Nico) descobrem Pã, e ele fala palavras de sabedoria a todos eles. Quando ele morre, parte do espírito do Pã entra cada um dos personagens, exceto em Nico. Percy mais tarde percebe que Pã falou com Nico. Posteriormente, Percy explode Mt. St. Helens e cai nas terras da ilha de Calipso, que mais tarde Annabeth descobre e fica com ciúmes.
Usando o Labirinto, Percy tenta encontrar Dédalo usando o fio de Ariadne, (uma bússola que pode ajudar qualquer um a viajar através do labirinto sem se perder), e enfrentar e matar Luke, assim, frustrar a invasão do mesmo. Ele recebe a ajuda que precisa de uma garota mortal chamada Rachel Elizabeth Dare, que também pode ver um caminho no labirinto levando a Dédalo. Enquanto eles estão à procura do labirinto, Luke está deixando Cronos assumir o seu corpo, de modo que Cronos pode voltar completamente. Cronos descobre que Nico di Angelo é um filho de Hades e também poderia ser o filho da profecia. Cronos pega O fio de Ariadne de Dédalo que ele usa para levar seu exército para atacar o Acampamento Meio-Sangue. Grover provoca O Pânico (um grito que simboliza o deus selvagem Pã) para afugentar o inimigo. Após a batalha, Dédalo se sacrifica para fechar o Labirinto, que está ligada à sua vida. No final, os campistas se recuperam e se preparam para a batalha que esta por vir.

### O Último Olimpiano
The Last Olympian, o quinto livro da série Percy Jackson & the Olympians, foi lançado nos Estados Unidos em 5 de maio de 2009 e no Brasil em 10 de agosto de 2010.
| Percy Jackson & the Olympians                        | Um meio-sangue, dos deuses antigos filho, Chegará aos dezesseis apesar de empecilhos Num sono sem fim o mundo estará E a alma do herói, a lâmina maldita ceifará Uma escolha seus dias vai encerrar O Olimpo preservar ou arrasar. | Percy Jackson & the Olympians |
| — A Grande Profecia pelo Oráculo, The Last Olympian. | |                               |

Após afundar o Princesa Andrômeda, numa batalha que morre Charles Beckendorf, filho de Hefesto, e desmaiar, Percy Jackson acorda no reino de Poseidon (sob ataque do titã Oceano) volta para o Acampamento Meio-Sangue, de onde sai em uma viagem para investigar o passado de Luke acompanhado por Nico di Angelo, que culmina no mergulho de Percy no rio Estige e descobre que Luke também o fez antes de ser possuído por Cronos. Depois disso, Percy começa a organizar a defesa de Nova York uma vez que os Olimpianos estão lutando contra o titã, Tifão, o Olimpo está parcialmente protegido, então começam uma série de batalhas que esgotam os defensores, que apesar de auxiliados por quase todas as estátuas da cidade não conseguem resistir a tantas baixas, porém Quíron consegue reforços e os campistas do chalé de Ares se envolvem na luta, mas mesmo assim os defensores acabam encurralados no Empire State enquanto os deuses acabam por recuar em sua luta contra Tifão até as cercanias de Manhattan, porém Hades entra na luta do lado de fora do edifício (que está protegido para impedir a chegada de reforços para a já falida resistência), logo porém Cronos e Ethan Nakamura se deparam com a resistência final: com o Olimpo em ruínas, só restava defender os Tronos de poder, no entanto a Grande Profecia não se aplica totalmente para Percy mas em parte para Luke também.
Luke, possuído por Cronos, eventualmente fica chocado e volta para seu estado normal quando Annabeth o lembra da promessa que ele fez a ela muito tempo atrás, de que eles seriam uma família. A 'lâmina maldita' da profecia era a faca que Luke deu para Annabeth, pois Luke não cumpriu a promessa de protegê-la. Poseidon entra na luta contra Tifon e os Olimpianos agora reforçados o derrotam. Luke se mata atingindo seu ponto fraco com a lâmina de Annabeth dada por Percy. A grande profecia depende da decisão de Percy de entregar a faca a Luke ao invés de lutar contra ele. Os deuses privilegiam Percy com um desejo. Percy faz os deuses prometerem pelo rio Estige que eles vão reconhecer todos os seus filhos quando fizerem treze anos. Ele também pede para construírem chalés para os deuses menores, como Hécate, Morfeu, Nêmesis, Tique, Niké, Hebe e para os filhos de Hades no Acampamento Meio-Sangue. Ele prefere fazer este desejo a ganhar imortalidade. Tyson torna-se General do exército de Ciclopes por desejo de Poseidon, e a arma que ele pede é um novo bastão (de beisebol).
Grover recebe um lugar no Conselho de Anciãos de Casco Fendido, se torna o novo Senhor da Natureza nomeado por Dioniso e acaba desmaiando de surpresa. Annabeth começa a reconstruir o Olimpo como a nova arquiteta oficial dos deuses a pedido de sua mãe Atena e Rachel Elizabeth Dare se torna o novo oráculo. Percy e Annabeth começam a namorar depois do seu segundo beijo, que alguns campistas intrometidos flagram, Percy reclama e os jogam no lago de canoagem, onde Percy diz que aquele foi "o melhor beijo subaquático de todos os tempos", e Rachel vai para a Academia de Moças de Clarion, já que prometeu a seu pai, Willian Dare.

## Visão geral dos livros
| Volume | Título no Brasil       | Título em Portugal                      | Título Original             | Ano  | Ano  | Ano  |
| ------ | ---------------------- | --------------------------------------- | --------------------------- | ---- | ---- | ---- |
| 1      | O Ladrão de Raios      | Percy Jackson e os Ladrões do Olimpo    | The Lightning Thief         | 2008 | 2005 | 2010 |
| 2      | O Mar de Monstros      | Percy Jackson e o Mar dos Monstros      | The Sea of Monsters         | 2009 | 2006 | 2010 |
| 3      | A Maldição do Titã     | Percy Jackson e a Maldição do Titã      | The Titan’s Curse           | 2009 | 2007 | 2011 |
| 4      | A Batalha do Labirinto | Percy Jackson e a Batalha do Labirinto  | The Battle of the Labyrinth | 2010 | 2008 | 2012 |
| 5      | O Último Olimpiano     | Percy Jackson e o Último Olimpiano      | The Last Olympian           | 2010 | 2009 | 2014 |
| 6      | O Cálice dos Deuses    | Percy Jackson e o Cálice dos Deuses     | The Chalice of the Gods     | 2023 | 2023 | TBA  |
| 7      | Ira da Deusa Tríplice  | Percy Jackson e a Ira da Deusa Tríplice | Wrath of the Triple Goddess | TBA  | 2024 | TBA  |

## Livros complementares

### Os Arquivos do Semideus
Os Arquivos do Semideus (título no Brasil) é um livro complementar da série Percy Jackson & the Olympians. Traz três contos inéditos, entrevistas com os campistas, e imagens. Foi lançado nos Estados Unidos em 2009 pela Editora Disney Hyperion e no Brasil em 10 de agosto de 2010 pela Editora Intrínseca.

### Guia Definitivo
Percy Jackson & os Olimpianos: Guia Definitivo (título no Brasil) é um livro associado à saga Percy Jackson & the Olympians, produzido pela Disney Hyperion. Foi lançado em janeiro de 2010 nos EUA e no Brasil, foi lançado em 19 de Novembro de 2012 pela Editora Intrínseca.

### Semideuses e Monstros
Demigods and Monsters é outro livro complementar à série, e foi lançado em 10 de fevereiro de 2009 pela Disney Hyperion. Com uma introdução de Riordan, que apresenta ensaios escritos por vários autores jovens e adultos que exploram, discutem, e fornecem uma visão mais aprofundada da série. Com 196 páginas, contém também informações sobre os locais e personagens da série, bem como um glossário de mitologia grega. No Brasil, o livro foi lançado pela Intrínseca em 7 de Julho de 2014.

## Desenvolvimento

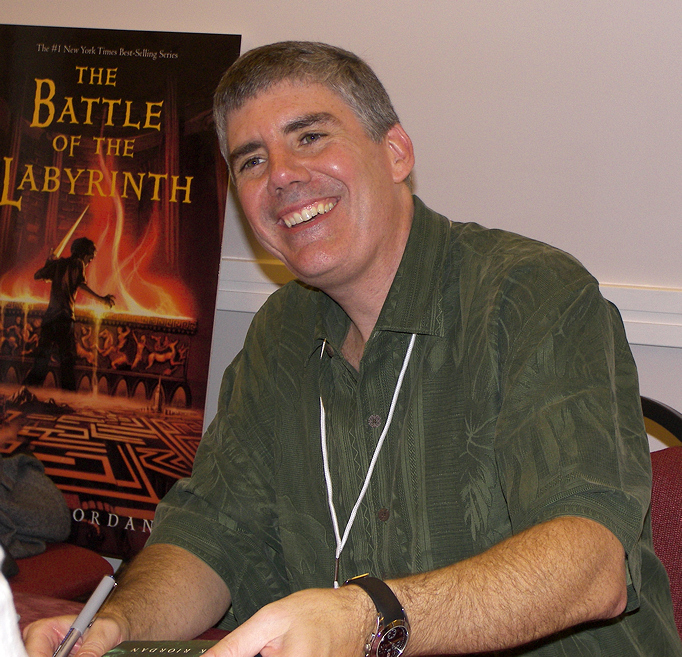
Rick Riordan começou a escrever a série para seu filho que foi diagnosticado com TDAH e dislexia.

### Criação
O desenvolvimento, tanto para The Lightning Thief quanto para a série como um todo, começou quando Riordan começou a fazer histórias para seu filho Haley, que havia recentemente sido diagnosticado com TDAH e dislexia. Seu filho estava estudando mitologia grega, em segundo grau e pediu que seu pai escrevesse histórias de ninar baseadas em mitos gregos. Riordan tinha sido um professor de mitologia grega no ensino médio há muitos anos e foi capaz de lembrar-se de histórias o suficiente para agradar o filho. Riordan logo começou a escrever mitos sobre seu filho, em seguida, pediu-lhe que fizesse novos contos, dessa vez usando os mesmos personagens dos mitos gregos e adicionando novos. Assim, Riordan criou o personagem fictício Percy Jackson e fez a história de como ele iria viajar através dos Estados Unidos para recuperar o raio de Zeus. Depois que ele terminou de contar a história para seu filho, ele então pediu que seu pai lhe escrevesse um livro baseado em aventuras de Percy.
| Percy Jackson & the Olympians          | Todas as noites, ele [seu filho] me pedia para contar histórias na hora de dormir dos mitos gregos. E então, eu criei Percy Jackson. Ele tem TDAH e dislexia, e aprende que postas juntas, essas duas condições indicam, sem sombra de dúvida, que ele tem sangue olimpiano. | Percy Jackson & the Olympians |
| — Rick Riordan, Demigods and Monsters. | |                               |

Em junho de 1994, Riordan tinha completado seu manuscrito e começou a procurar agentes. Durante esse tempo, ele visitou várias faculdades locais à procura de bons editores até que ele finalmente encontrou um agente. Enquanto ele deixou seu manuscrito com seu agente e editor para revisar, Riordan pediu para alunos do ensino fundamental e ler e darem a sua crítica. Finalmente, ele ganhou a sua aprovação, e com a ajuda dos alunos, surgiu o nome do livro. Em junho de 1997, Riordan assinou com a Bantam Books para preparar o livro para publicação. Em 2004, o livro foi vendido para a Miramax Books por dinheiro suficiente para Riordan deixar o emprego para se concentrar na escrita. Depois que foi lançado em 28 de julho de 2005, vendeu mais de 1,2 milhões de cópias. O livro foi lançado em várias versões, incluindo edições de bolso, capa dura e áudio. Tem sido traduzido para vários idiomas e publicados em todo o mundo.

### Origens
Todos os livros dependem fortemente de mitos gregos, cada livro tem determinadas características definitivas de um ou mais mitos como o enredo central. The Lightning Thief tira fatos da Odisseia, especialmente no que diz respeito ao Lótus Hotel e Cassino, bem como as aventuras de Perseu com a Medusa, além de aventuras de Teseu. The Sea of Monsters  também contém referências deUlisses e dos Argonautas na Odisseia, assim como aparições de Polifemo, Cila, Caríbdis e Circe. The Titan's Curse inclui os feitos de Hércules, especialmente do assassinato do leão da Nemeia. The Battle of the Labyrinth tem histórias de Dédalo, Calipso, O Labirinto. The Last Olympian retrata desde os primórdios dos mitos gregos sobre os Titãs, Tifão e da guerra contra os deuses, também conhecido como Titanomaquia. O livro faz o uso de vários personagens gregos e romanos, incluindo os mais conhecidos e os menos conhecidos, apesar de ser um livro infanto-juvenil, ele se mostra muito adulto, referente aos personagens e a história que é contada durante a série Percy Jackson & the Olympians.

### Ilustrações
Todas as ilustrações oficias da série foram feitas pelo norte-americano John Rocco.
Em nota oficial para a Amazon, Rocco afirmou que era seu sonho se tornando realidade, quando foi convidado para ilustrar The Lightning Thief. Afirmando também que foi muito difícil de pintar sobre o livro já que o mesmo tinha "momentos maravilhosos". Rocco disse que queria criar um equilíbrio entre cenas dramáticas e momentos de silêncio e "capturar o espírito dos personagens de Rick Riordan". Terminando a nota ele diz que "foi a sua própria grande aventura ajudar a trazer este livro à vida de uma maneira nova, na cor, na página".

### Controvérsia

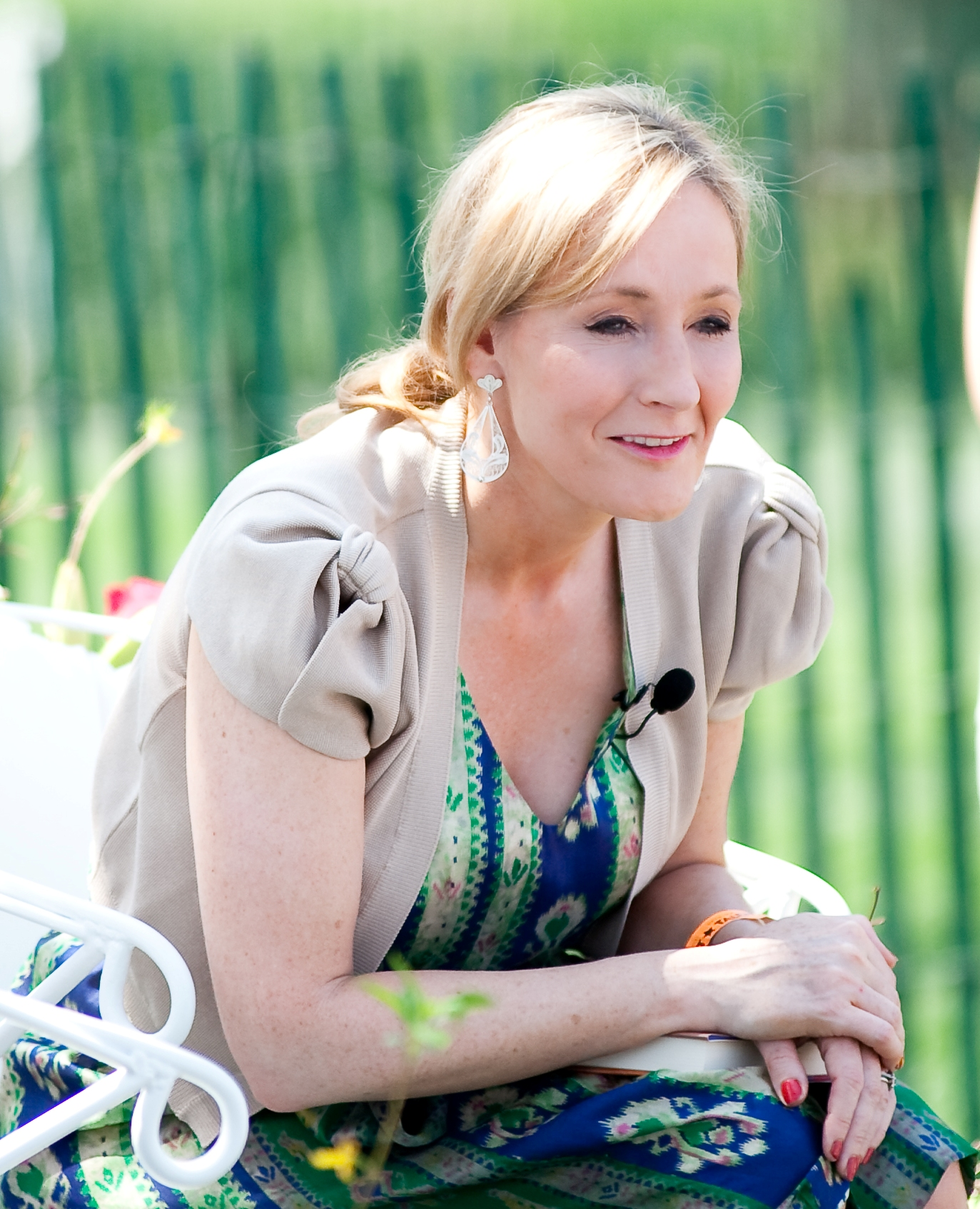
Percy Jackson & the Olympians foi comparada com maledicência com outra série juvenil Harry Potter escrita pela britânica J. K. Rowling.

Desde que o primeiro livro da série, The Lightning Thief, foi lançado em 2005, o autor Rick Riordan vem enfrentando uma série de acusações, principalmente de plágio em relação a outras bem sucedidas séries de livros infanto-juvenis publicadas anteriormente, como Harry Potter. Até mesmo Rick assumiu que o enredo e os personagens de The Lightning Thief se assemelham de forma considerável com os da série da autora britânica J. K. Rowling.
| Percy Jackson & the Olympians                                | Parece com Harry, a partir da revelação de que adolescentes em idade de Percy têm poderes que eles nunca souberam e vivem no acampamento de Hogwarts, onde eles aprendem a usar esses poderes com o professor Dumbledore, neste caso, o centauro Quíron, que os ajuda a alcançar seus destinos. | Percy Jackson & the Olympians |
| — Marshall Fine do The Huffington Post comparando as séries. | |                               |

As semelhanças mais evidentes é o trio de personagens principais de Riordan, o protagonista Percy Jackson um garoto problemático que é maltratado em casa e que descobre, de uma hora para outra, que suas origens são totalmente diferentes do que ele imaginava e que um futuro de aventuras e emoções o aguarda, assim como o de Harry Potter e seus amigos, Grover um garoto-bode fiel, apesar de medroso e atrapalhado, assim como o personagem Ron Weasley e Annabeth uma garota extremamente inteligente e independente, assim como Hermione Granger. No livro de Riordan, também, o personagem central, Percy, vive boa parte de suas aventuras em um acampamento, exclusivo para "meio-sangues", ou semideuses adolescentes assim como Harry e cia., que vivem aventuras na escola de Hogwarts, criada por Rowling, que é exclusiva para bruxos adolescentes. Em sua jornada, Percy segue conta com os conselhos e com a experiência de Quíron, um lendário centauro, assim como Harry Potter com o professor Dumbledore. O filme da série Percy Jackson & the Olympians foi dirigido por Chris Columbus, que dirigiu dois filmes da série Harry Potter.
Como resposta a acusações, Rick se pronunciou dizendo:
| “ | Ela [Rowling] estabeleceu o padrão para a nova literatura infanto juvenil, mas Percy e Harry são crianças muito diferentes, que vivem em mundos diferentes. | ” |

Outras acusações que o autor norte-americano vem enfrentando é o de etnocentrismo, isto é, quando um indivíduo acredita piamente que seu hábitos e cultura são melhores que os demais, julgando-se superior e mais importante. Isso ocorre claramente quando o personagem Quíron, um lendário e sábio centauro, explica à Percy, protagonista da série, em o Ladrão de Raios, o porquê dos deuses gregos, estarem vivendo, em pleno século XXI, nos EUA, e não na Grécia, como é mais lógico — instalando no país, inclusive, o Olimpo, no edifício Empire State Building, em Nova Iorque, lar dos deuses, e o Mundo inferior em Los Angeles, na Califórnia. Ele diz:
| “ | Morreram? Não. O Ocidente morreu? Os deuses simplesmente se mudaram, para a Alemanha, para a França, para a Espanha, por algum tempo. Aonde quer que a chama brilhe mais, lá estavam os deuses. Eles passaram vários séculos na Inglaterra. Tudo o que você precisa é olhar para a arquitetura. As pessoas não esquecem os deuses. Em todos os lugares onde reinou, nos últimos três mil anos, você pode vê-los em pinturas, em estátuas, nos prédios mais importantes. E sim, Percy, é claro que agora eles estão nos Estados Unidos. Olhe para o símbolo do país, a águia de Zeus. Olhe para a estátua de Prometeu no Rockfeller Center, para as fachadas dos edifícios governamentais em Washington. Eu o desafio a encontrar cidade americana onde os olimpianos não estejam proeminentemente expostos em vários locais. Goste ou não – e acredite, uma porção de gente não gosta muito de Roma também–, os Estados Unidos são agora o coração da chama. É a grande potência do Ocidente. E, portanto, o Olimpo é aqui. E nós estamos aqui. | ” |

## Personagens principais
Os personagens da série, tem o núcleo de personagens com adolescentes semideuses, um ciclope, um sátiro e um centauro:
- Percy Jackson - Semideus filho de Poseidon, o protagonista da série. No início da série ele tem 12 anos terminando com 16. Ele tem a habilidade de controlar a água, além de não se afogar e não se molhar.
- Grover Underwood - É um sátiro, o melhor amigo de Percy e seu protetor, torna-se um Senhor do Mundo Selvagem em The Last Olympian. Durante a série ele passa dos 28 aos 32 anos, mas aparenta ter 16 anos, já que os sátiros demoram a envelhecer fisicamente.
- Annabeth Chase - Semideusa filha de Atena, a melhor amiga de Percy, e mais tarde sua namorada. Como sua mãe, deusa da Sabedoria, é muito inteligente, hábil em arquitetura e estratégia de batalha. Tem a mesma idade de Percy. Mas no terceiro livro Atena fala a Percy que não aprova esta amizade.
- Luke Castellan - Semideus, filho de Hermes, mais tarde, possuído por Cronos, se sacrifica em The Last Olympian para salvar o Olimpo. Começa a série com dezenove anos e morre aos 23.
- Thalia Grace - Filha do grande Zeus, aparece pela primeira vez no final de The Sea of Monsters torna-se uma Caçadora de Ártemis em The Titan's Curse e a faz imortal, com exceção da morte em combate ou quebre o juramento de jamais se envolver com um homem. Sendo assim ela não sairá dos quinze anos.
- Nico di Angelo - Semideus filho de Hades, tem rancor de Percy pela morte de sua irmã Bianca di Angelo em The Titan's Curse. No The Battle of the Labyrinth, ele tenta resgatar Bianca do Mundo Inferior, mas é impedido pela mesma, no mesmo livro volta a ser amigo de Percy. Ele começa a série com dez anos e termina com doze.
- Tyson, o ciclope - É um ciclope meio-irmão de Percy através de Poseidon. Ele aparece pela primeira vez no início de  The Sea of Monsters. Atinge altas patentes do exército de Poseidon no final de The Last Olympian. Sua idade como ciclope é de sete a dez anos, mas humanamente de doze a dezesseis.
- Clarisse La Rue - Semideusa filha de Ares, não se dá bem com Percy ou Annabeth, namorava com Chris Rodriguez. Inicia a série com quatorze e a termina com 18.
- Rachel Elizabeth Dare - A menina mortal, que auxilia Percy em The Battle of the Labyrinth, tornando-se posteriormente o Oráculo de Delfos, tinha uma queda pelo herói da série, até o beija em The Last Olympian, mas posteriormente perde o interesse. Ela é um ano mais nova que Percy.
- Quíron - Diretor de atividades do Acampamento Meio-Sangue, Filho de Cronos. Disfarçou-se de professor na escola de Percy em The Lightning Thief para lhe vigiar e depois o levar para o acampamento.

## Termos

### Três Grandes
Três Grandes é um termo coletivo que se refere aos três principais deuses do Olimpo: Zeus, Poseidon e Hades. Os Três Grandes estão igualados no poder em sua maior parte, com Poseidon comandando os mares que cobrem a maior parte da Terra, e Hades como deus do Mundo Inferior, o que representa cada pessoa que já morreu e agora é um fantasma. Apesar de Poseidon e Hades serem uma "grande potência", Zeus comanda o céu que cobre toda a Terra, mas tem poucos habitantes, enquanto Poseidon e Hades têm muitas mais criaturas em seus domínios.
Os Três Grandes são os deuses mais poderosos do Olimpo, portanto, seus filhos semideus são os mais poderosos meios-sangues. Os meio-sangues estavam causando grandes problemas durante a Segunda Guerra Mundial, com os filhos de Zeus e Poseidon de um lado e os filhos de Hades de outro. O fim foi quando o Oráculo previu que uma criança semideusa dos Três Grandes iria destruir ou salvar Olimpo quando completasse 16 anos, então os três deuses juraram pelo rio Estige para não ter mais filhos com os mortais. Esse pacto foi chamado de "Pacto dos Três Grandes".
Apesar de todos concordarem em não ter mais filhos semideuses, a promessa foi quebrada pelos deuses, com exceção de Hades, que já tinha dois filhos antes do juramento. Zeus quebrou a promessa e teve Thalia, enquanto cinco anos mais tarde Poseidon teve Percy. Nico e Bianca, filhos de Hades, não iam contra as regras do juramento, já que nasceram antes do juramento ser feito, mas foram congelados no tempo, no "Lótus Hotel e Cassino". Em The Sea of Monsters é descoberto que Poseidon tinha filhos ciclopes, como Tyson, erros considerados entre os deuses e espíritos da natureza.
Percy morou com sua mãe até os 12 anos, quando chegou ao Acampamento Meio-Sangue. Durante a Segunda Guerra Mundial, Zeus tentou matar Bianca e Nico destruindo todo o edifício em que estavam, com um relâmpago, porém a única morte foi de Maria di Angelo, mãe de Bianca e Nico e amante de Hades. Depois disso, Nico e Bianca desaparecem misteriosamente até que foram encontrados em The Titan's Curse. Todas as crianças dos Três Grandes são odiadas pelos outros dois deuses; Percy era odiado por Zeus e Hades em The Lightning Thief, embora tenham crescido para não gostar dele ao invés de odiá-lo. Hades odeia Thalia e tentou matá-la, mas no final Zeus poupou-a e a transformou em um pinheiro. Em The Last Olympian, o Pacto dos Três Grandes é findado.

### Semideuses
Semideuses ou meio-sangues são super-humanos mortais, nascidos dos deuses e, portanto, metade homem, metade deus. Todos os semideuses têm poderes, conectado ao domínio de seu parente divino e essas habilidades se fortalecem com a idade. Em geral a maioria dos semideuses ajuda seus pais deuses de bom grado, usando suas habilidades e poderes lendários. Muitos se tornaram grandes heróis, reis, príncipes, ditadores e pessoas influentes no mundo.
Embora a maioria dos semideuses seja criados como seres humanos, normalmente filhos de Atena, que nascem dos pensamentos da mãe fundindo-se com os do seu pai.
Semideuses são completamente indistinguíveis dos seres humanos. Já que deuses não têm DNA, semideuses não têm nenhuma característica desumana. Eles não têm uma forma divina, porém eles herdam algumas características da forma divina de seus pais deus, por exemplo, Percy herdou de Poseidon cabelo preto e olhos verdes, Annabeth herdou os olhos cinzentos de Atena
, Thalia e Jason herdaram os olhos azuis de Zeus e Thalia herdou também seus cabelos pretos diferente de Jason por ser romano , Nico e Bianca herdaram de Hades cabelos pretos, olhos escuros e pele pálida, filhos de Afrodite herdaram sua beleza, filhos de Hermes herdaram suas características faciais. Filhos de Hefesto como Charles Beckendorf herdaram suas habilidades com a mecânica, normalmente eles tendem a ter o corpo musculoso e mãos calejadas, de trabalhar na forja durante o dia inteiro.
A maioria dos semideuses têm TDAH, que os ajuda nas batalhas, e dislexia, porque seus cérebros são "programados" para grego antigo ou latim. Semideuses são os únicos seres mortais que podem ver parcialmente um deus em sua forma divina sem ser desintegrado, já que o ichor em seu sangue os mantêm vivos. Semideuses herdam algum poder sobre o domínio de seus pais divinos, tais como as habilidades de Percy para manipular água. Alguns semideuses também mostram controle de magia, como quando chalé de Apolo amaldiçoou o chalé de Ares fazendo rimas, ou quando invocam monstros - embora Luke seja o único personagem que o faz. Semideuses também têm uma grande variedade de outras habilidades que todos eles compartilham, mas estas habilidades variam de acordo com pai, incluindo força sobre-humana, velocidade, sentidos sobre-humanos, agilidade, cura com facilidade, durabilidade, resistência, dentre outros.
Em The Lost Hero menciona-se que os deuses têm influência sobre certos poderes especiais que seus filhos podem receber, como Hefesto, que concede a seu filho Leo o poder de controlar o fogo, e Afrodite que concede aos seus filhos o charmspeak, que quando usado faz com que qualquer pessoa conceda os favores do semideus.

### Sonhos
Semideuses geralmente têm sonhos, que são visões e têm um significado. Percy Jackson muitas vezes tem sonhos importantes, tais como os seus sonhos sobre Thalia em The Lightning Thief e em  The Sea of Monsters, onde ele descreve as características de uma menina, que posteriormente soube que era Thalia. Sua ligação com Grover em  The Sea of Monsters, onde eles se conectam durante os sonhos de Percy, e ambos podem conversar.
No início do segundo capítulo de The Last Olympian, Percy esclarece:
| “ | Sonhos de semideuses são péssimos. O problema é que eles nunca são apenas sonhos. Acabam sendo visões, premonições e todas aquelas outras coisas místicas que fazem meu cérebro doer. | ” |

### Árvore de Thalia
Cinco anos antes Percy ir para o Acampamento Meio-Sangue, Thalia, Annabeth, Luke e Grover estavam viajando para o Acampamento Meio-Sangue. Thalia era filha de Zeus. Que foi considerado um ultraje, considerando o fato de que os Três Grandes fizeram um juramento de nunca ter filhos com mortais novamente. Hades ficou furioso e mandou um exército de monstros do Mundo Inferior para matá-la. Grover disse a Percy em The Lightning Thief que ele pegou um atalho errado (para o covil de um Ciclope, no Brooklyn) e chegou ao Acampamento Meio-Sangue tarde demais. Os monstros estavam apenas alguns metros atrás deles. Antes de chegarem em segurança dentro das fronteiras mágicas do acampamento, os monstros os atacaram.
Thalia disse a Luke, para levar Annabeth e Grover para o acampamento enquanto ela confrontava os monstros. A pedido de Thalia, os outros correram para as fronteiras do Acampamento Meio-Sangue.
Durante a batalha, Thalia foi mortalmente ferida. Como ela estava morrendo, Zeus teve pena de sua filha e a tornou um pinheiro para que sua alma não fosse levada para o Hades. Daquele dia em diante, seu pinheiro representava a fronteira do campo. Ele rechaçou todos os monstros e os mortais. A única forma de um monstro entrar é sendo convocado dentro do mesmo como mostra a The Lightning Thief, e em  The Sea of Monsters, quando Annabeth permitiu que Tyson, meio irmão de Percy e ciclope, entrasse no acampamento só assim ele poderia ajudar Percy derrotar os touros de bronze que estavam invadindo o Acampamento Meio-Sangue.
Em  The Sea of Monsters, Percy, Annabeth e Tyson saem para ir à procura do Velocino de Ouro, a única cura para a árvore de Thalia, depois de ter sido envenenada por Luke. Após a sua aventura em  The Sea of Monsters , eles colocaram o Velocino de Ouro na árvore de Thalia. Imediatamente a árvore começou a cicatrizar e expelir o veneno. Vários dias depois, enquanto Annabeth estava de vigia (porque não havia guarda até o momento), Thalia foi expulsa da árvore. Este, porém,  foi um plano de Cronos o tempo todo para lhe dar outra chance a controlar a profecia.
O pinheiro ainda está presente, só que agora ele usa o Velocino de Ouro como energia e está sendo guardado por um dragão chamado Peleu.

### Oráculo
Até o final de The Last Olympian, o Oráculo era um esqueleto, uma criatura mumificada e que residia no sótão da Casa Grande no Acampamento Meio-Sangue. O Oráculo está atualmente em Rachel Elizabeth Dare, uma mortal que pode ver através da névoa.
Os semideuses que vivem no acampamento vão visitá-lo na esperança de receber profecias, para que eles saiam em uma missão para se tornar heróis. Em The Titan's Curse, o Oráculo deixa o sótão, pela primeira vez para entregar uma profecia para Zoë, uma Caçadora de Ártemis, dizendo-lhe como ela pode salvar sua lady. Muitas profecias foram proferidas pelo Oráculo, provavelmente tantas que não será lembrados. A natureza da Oráculo é finalmente revelada em The Last Olympian. O espírito do Oráculo, residiam em jovens donzelas, dando-lhes a capacidade de prever o futuro. Os poderes só poderiam ser concedidos aos mortais com a capacidade de ver através da névoa. O espírito deve ser passado para outro corpo após a morte do Oráculo anterior, mas o último mortal que foi hospedado pelo espírito do Oráculo foi amaldiçoado por Hades após o proferição da Grande Profecia, como tinha levado à morte de Maria di Angelo, mãe de Bianca e Nico di Angelo. Hades amaldiçoou a Oráculo para nunca ser capaz de se mover para outro hospedeiro humano, nem mesmo quando o seu hospedeiro morrer, até que os filhos de Hades e ele mesmo, foram aceitos pelos deuses e pelo Acampamento Meio-Sangue. Hades tinha esperança de que o espírito do Oráculo desaparecesse como o hospedeiro se reduzido a pó e, eventualmente, nada aconteceu.
May Castellan, mãe de Luke, tentou ser a nova hospedeira, sem saber da maldição. Tentando canalizar o poder do Oráculo sob a maldição de Hades, isso destruiu sua mente, fazendo-a assustar Luke, fazendo-o fugir de casa e viver nas ruas. Ela continuou a ter visões distorcidas de morte iminente de seu filho muito tempo depois do incidente. Após os acontecimentos da Segunda Guerra com os Titãs, Hades se reconciliou com sua família e tirou sua maldição, permitindo que o Oráculo escolhesse seu próximo hospedeiro. O espírito foi então passada para Rachel. A nova casa para o Oráculo de Delfos está em uma caverna na encosta de uma colina que Apolo criou.
| “ | Você irá para o oeste, e irá enfrentar o deus que se tornou desleal. Você irá encontrar o que foi roubado, e o verá devolvido em segurança. Você será traído por aquele que o chama de amigo. E, no fim, irá fracassar em salvar aquilo que mais importa. | ” |
|   | — O Oráculo para Percy Jackson, livro The Lightning Thief. |   |

| “ | Navegarás com guerreiros de osso em navio de ferro. O que procuras, hás de encontrar, e teu o tornarás. Mas sem esperança dirás, minha vida em pedra enterro. Sem amigos falharás e, voando sós, retornarás. | ” |
|   | — O Oráculo para Clarisse, livro The Sea of Monsters. |   |

| “ | A oeste, cinco buscarão a deusa acorrentada, Um se perderá na terra ressecada. A desgraça do Olimpo aponta a trilha, Campistas e Caçadoras, cada um, brilha. A maldição do titã um deve sustentar, E, pela mão do pai, um irá expirar. | ” |
|   | — O Oráculo para Zoë Doce-Amarga, livro The Titan's Curse. |   |

| “ | Descerás na escuridão do labirinto infinito, O morto, o traidor e o perdido reerguidos. Ascenderás ou cairás pelas mãos do rei espectral, Da criança de Atena, a defesa final. A destruição virá quando o último suspiro do herói acontecer, E perderás um amor para algo pior que morrer. | ” |
|   | — O Oráculo para Annabeth, livro The Battle of the Labyrinth. |   |

| “ | Um meio-sangue, dos deuses antigos filho, Chegará aos dezesseis apesar de empecilhos. Num sono sem fim o mundo estará, E a alma do herói, a lâmina maldita ceifará. Uma escolha seus dias vai encerrar, O Olimpo preservar ou arrasar. | ” |
|   | — O Oráculo profetizando a Grande Profecia, livro The Last Olympian. |   |

| “ | Sete meio-sangues responderão ao chamado. Em tempestade ou fogo, o mundo terá acabado. Um juramento a manter com um alento final, E inimigos com armas às Portas da Morte afinal. | ” |
|   | — O Oráculo profetizando a nova Grande Profecia, livro The Last Olympian. |   |

### Mensagem de Íris
São mensagens de vídeo que pode ser usado para se comunicar com os outros usando um arco-íris. O serviço é gerenciado por Íris, deusa do arco-íris.
Normalmente, são os meio-sangues que a utilizam. Para enviar uma mensagem, é necessário encontrar ou criar um arco-íris e depois jogar uma dracma de ouro ou qualquer coisa com um preço bom para ele, dizer ou pensar muito profundamente: Oh Iris, deusa do arco-íris, aceitar a minha oferta. Annabeth é a primeira personagem a utilizar este tipo de comunicação na série, em The Lightning Thief, ela a usa para se comunicar de Nova Iorque com Quíron no Acampamento Meio-Sangue.
Elas também podem ser enviadas aos deuses, já que quando Percy se conectou com o Sr. D em The Titan's Curse.
Em The Battle of the Labyrinth, Percy recebe uma mensagem de Iris "a cobrar", pedindo o depósito de dracmas na imagem para cada cinco minutos de conversa. Isso acontece apenas uma vez, e revelado no enredo do livro que foi mandada por Bianca di Angelo do Mundo Inferior.

### Névoa
A névoa, é uma força sobrenatural que destorce a visão mortal de ver monstros, deuses, Titãs, e várias outras criaturas míticas e ocorrências sobrenaturais, substituindo-os com as coisas que a mente mortal pode compreender. Em The Lightning Thief os mortais descreviam a espada de Percy, Contracorrente, com um rifle.
Alguns mortais, como Rachel Elizabeth Dare, Sally Jackson, Ariadne e May Castellan podem ver através da névoa. Meio-sangues e criaturas míticas como sátiros, podem ver através da névoa na maioria das vezes (embora às vezes a névoa seja forte o suficiente para enganar semideuses) e manipulá-la até certo ponto.
A verdadeira extensão do poder da névoa, são reveladas no livro Arquivos do Semideus, onde faz a Sra. O'Leary parecer um poodle, mas sátiros e centauros devem disfarçar-se. A névoa é forte o suficiente para limpar das memórias de semideuses a existência um do outro.

### Chalé
Os chalés são as construções onde os semideuses vivem dentro do Acampamento Meio-Sangue. Cada chalé representa um deus ou deusa da mitologia grega e é o lar dos filhos desse deus. Eles têm aparência, decoração e símbolos que refletem o domínio da divindade — por exemplo, o chalé de Poseidon tem conchas e elementos marinhos, enquanto o de Ares é vermelho e cercado por arame farpado.
No início, havia 12 chalés para os deuses olímpicos, mas depois, graças a Percy, também foram criados chalés para deuses menores, totalizando 20, é dito nos livros que este número de chalés pode aumentar de acordo com os novos semideuses a se juntarem ao acampamento. Além de servir como dormitório, o chalé é um símbolo de identidade e pertencimento para cada campista.

## Recepção da crítica
The Lightning Thief recebeu críticas em sua maioria positivas e ganhou prêmios, incluindo o melhor livro de 2005 pelo School Library Journal. The New York Times elogiou The Lightning Thief como "ritmo perfeito, com momentos eletrizantes seguindo-se uns aos outros como batimentos cardíacos e um mistério atrás do outro".
Como seu antecessor, The Sea of Monsters ganhou vários prêmios e recebeu várias críticas positivas também. Ele vendeu mais de 100.000 cópias em capa dura pelo tempo que foi lançado em livro de bolso e revisores elogiaram o enredo, temas e estilo do autor de escrever. Matt Berman, da Common Sense Media, elogiou o livro, dizendo: "A série Percy Jackson continua a ser pura diversão, com o autor fazendo quase tudo certo para produzir um livro que as crianças poucos serão capazes de resistir". O Publishers Weekly completaram sua revisão dizendo:
| “ | "Em uma façanha digna de seus heróis, Riordan tramou uma sequência ainda mais atraente que The Lightning Thief". | ” |

The Battle of the Labyrinth foi revisada pela Kikurs como: "Este volume pode ficar sozinho, mas ninguém vai ser capaz de ler apenas um ... não procure mais para os próximos Harry Potter, conheça Percy Jackson escolhido por legiões de fãs". O último livro da série The Last Olympian foi descrito pela Booklist como uma "aventura em alta voltagem e impossível de largar".

## Legado

### Adaptações cinematográficas

#### Percy Jackson & the Olympians: The Lightning Thief

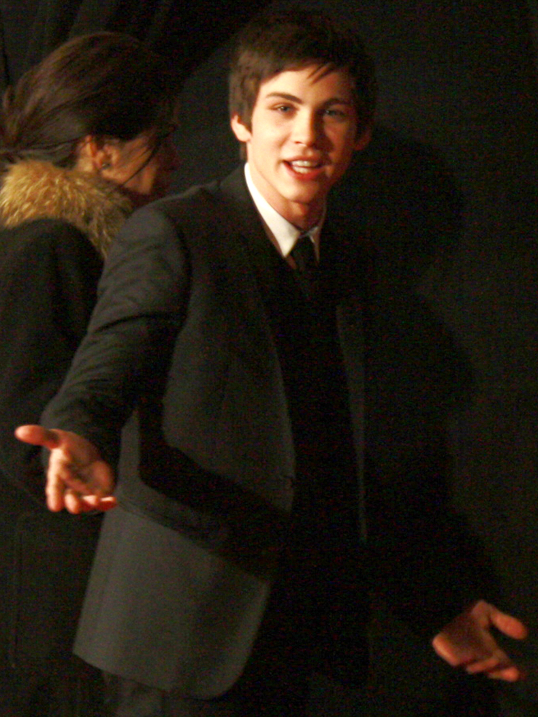
Logan Lerman foi indicado a Ator Revelação por duas premiações em 2010 por interpretar Percy Jackson.

O primeiro livro da série - The Lightning Thief - foi adaptado para os cinemas com o nome de Percy Jackson & the Olympians: The Lightning Thief. O filme estreou na data de 12 de fevereiro de 2010, foi dirigido por Chris Columbus e produzido pela 20th Century Fox. O filme teve no elenco o vencedora do Golden Globe Awards Uma Thurman, Pierce Brosnan e no papel principal Logan Lerman.
Por este filme, Logan ganhou indicações por Ator Revelação no MTV Movie Awards 2010 e no Teen Choice Awards 2010.Alexandra Daddario também foi indicada nesta categoria no Teen Choice Awards 2010. O filme também ganhou indicação de melhor luta nas duas premiações. O longa, que teve o roteiro adaptado por Creig Titley, não ganhou nenhum dos prêmios dos quais foi indicado.

#### Percy Jackson: Sea of Monsters
Uma sequência, baseada no best-seller de Rick Riordan, The Sea of Monsters, foi produzida pela 20th Century Fox, dirigida por Thor Freudenthal e foi lançado no dia 7 de agosto de 2013 nos Estados Unidos. Os papéis principais continuam sendo de Logan Lerman como Percy Jackson, Alexandra Daddario como Annabeth Chase e Brandon T. Jackson como Grover Underwood.

### Adaptação para Serie

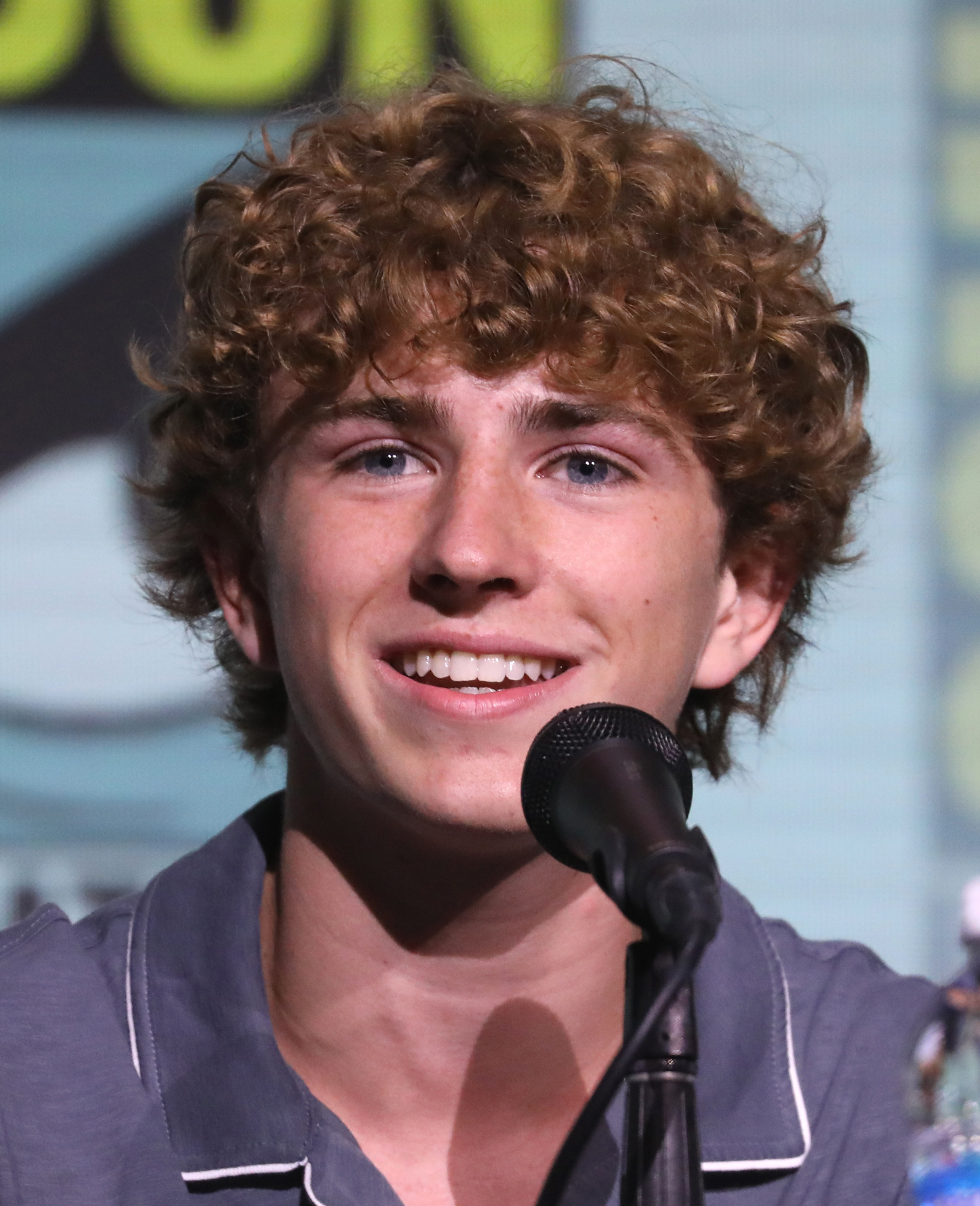
Walker Scobell foi indicado a Ator Revelação por duas premiações em 2024 e 2025 por interpretar Percy Jackson.

No dia 14 de maio de 2020 foi confirmado pelo autor do livro, Rick Riordan, através de suas redes sociais que Percy Jackson e os Olimpianos  irá receber uma nova adaptação em formato de serie, que será lançada pela Disney + .
Rick será o produtor executivo da série e revelou que Percy Jackson terá 12 anos na primeira temporada, adaptando o livro O ladrão de raios. O objetivo é que a produção tenha cinco temporadas.
Em seu blog oficial, o autor relevou que a série se encontra nos estágios iniciais a procura de seu casting, e também que a produção terá um orçamento generoso para se igualar aos novos sucessos da Disney( WandaVision e  Mandalorian).

### Graphic Novels

#### O Ladrão de Raios: Graphic Novel
No dia 12 de outubro de 2010, o primeiro livro da série — The Lightning Thief — ganhou uma versão graphic novel. O livro foi produzido pela editora estadunidense Disney Hyperion e no Brasil, a adaptação foi lançada pela Editora Intrínseca no dia 17 de agosto de 2011.

#### O Mar de Monstros: Graphic Novel
Em 2 de julho de 2013, o segundo livro da série — The Sea of Mosters — ganhou uma versão graphic novel. O livro foi produzido pela editora estadunidense Disney Hyperion e no Brasil, a adaptação foi lançada pela Editora Intrínseca em 16 de julho de 2013.

#### A Maldição do Titã: Graphic Novel
Foi lançado nos Estados Unidos em 8 de outubro de 2013 pela Disney Hyperion e foi lançado em 11 de março de 2014 no Brasil pela Editora Intrínseca.

### Sequência

#### The Heroes of Olympus
Em 12 de outubro de 2010, foi lançado o primeiro livro da série (que é uma sequência de Percy Jackson & the Olympians), que foi intitulada de The Heroes of Olympus. A série que tem o mesmo desenvolvimento da primeira, se baseia na mitologia greco-romana, e foram lançados cinco livros — O Herói Perdido, O Filho de Netuno, A Marca de Atena, A Casa de Hades e O Sangue do Olimpo.
Foi publicado em 2009, no site oficial de Rick Riordan, a sinopse da nova série:
| “ | Agora, em uma nova série do autor best-seller Rick Riordan, fãs vão retornar para o mundo do Acampamento Meio-Sangue. Aqui, um novo grupo de heróis vai herdar uma missão. Mas para sobreviver essa jornada, eles precisarão da ajuda de alguns semideuses familiares. | ” |